# میخائیلوفکا (شهرستان لیمانسکی، استان آستراخان)
میخائیلوفکا (به لاتین: Mikhaylovka) یک منطقهٔ مسکونی در روسیه است که در استان آستراخان واقع شده‌است.